# Pringy (Seine-et-Marne)
Pour les articles homonymes, voir Pringy.
Pringy est une commune française située dans le département de Seine-et-Marne, en région Île-de-France. En 2022, elle compte 3 861 habitants.

## Géographie

### Localisation

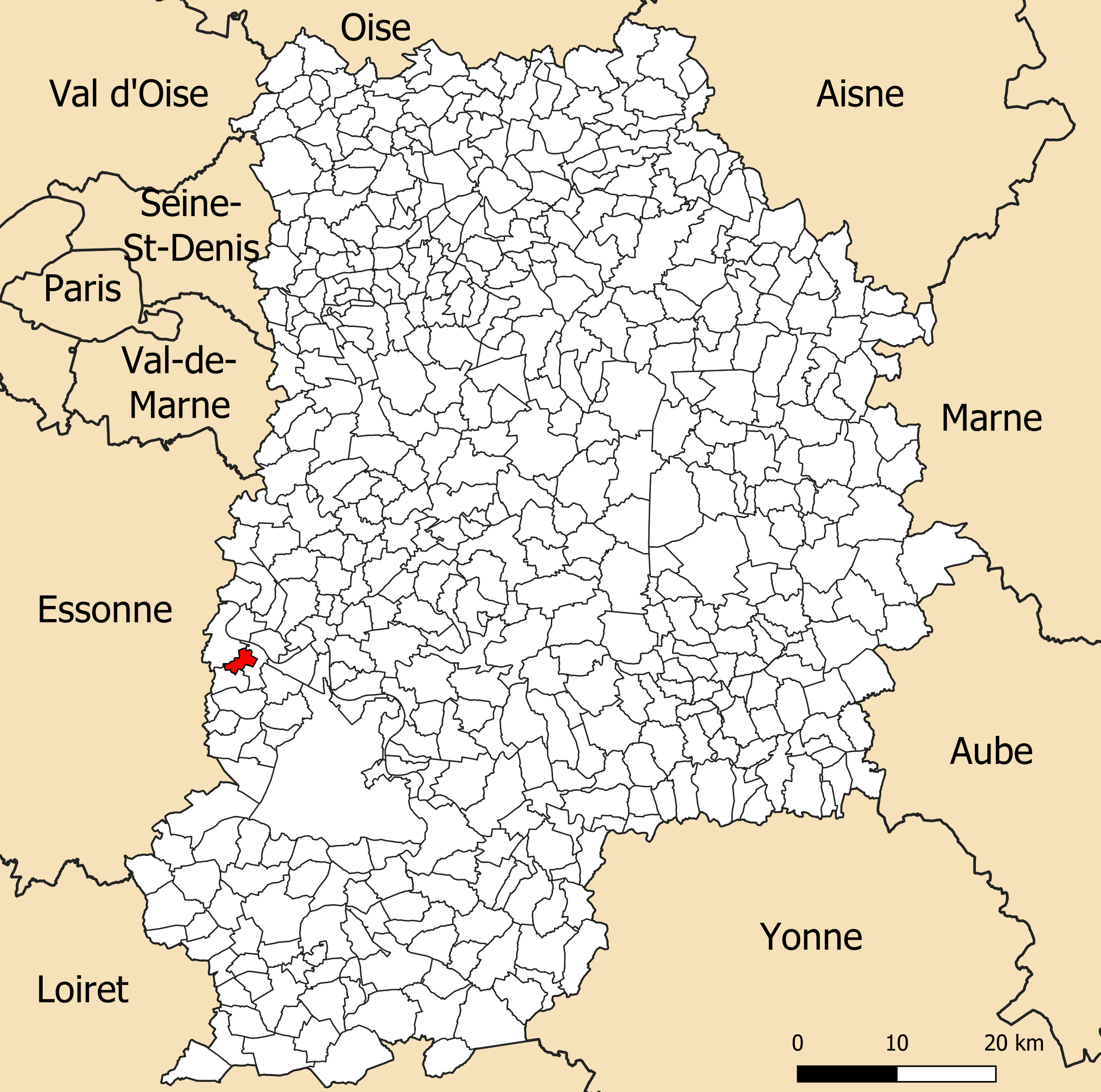
Localisation de Pringy dans le département de Seine-et-Marne.

La commune de Pringy est située au sud-ouest du département de Seine-et-Marne, en région Île-de-France, et au nord-est de la région naturelle le Gâtinais.
Elle se situe à 11,44 km par la route de Melun, préfecture du département. La commune fait en outre partie du bassin de vie de Paris.

### Communes limitrophes
Les communes limitrophes sont  Boissise-le-Roi, Saint-Fargeau-Ponthierry et Saint-Sauveur-sur-École.
Les communes les plus proches sont : Boissise-le-Roi (1,4 km), Saint-Fargeau-Ponthierry (1,6 km), Boissise-la-Bertrand (2,5 km), Saint-Sauveur-sur-École (2,8 km), Boissettes (3,8 km), Seine-Port (3,9 km), Villiers-en-Bière (4,4 km), Auvernaux (4,8 km).

### Géologie et relief
Le territoire de la commune se situe dans la partie nord de la plaine de la Bière qui constitue la partie nord-est de la région naturelle du Gâtinais et qui est délimitée au nord et à l'ouest par la rivière École ; à l'est, par la Seine et au sud par la forêt de Fontainebleau.
Géologiquement intégré au bassin parisien, qui est une région géologique sédimentaire, l'ensemble des terrains affleurants de la commune sont issus de l'ère géologique Cénozoïque (des périodes géologiques s'étageant du Paléogène au Quaternaire),.

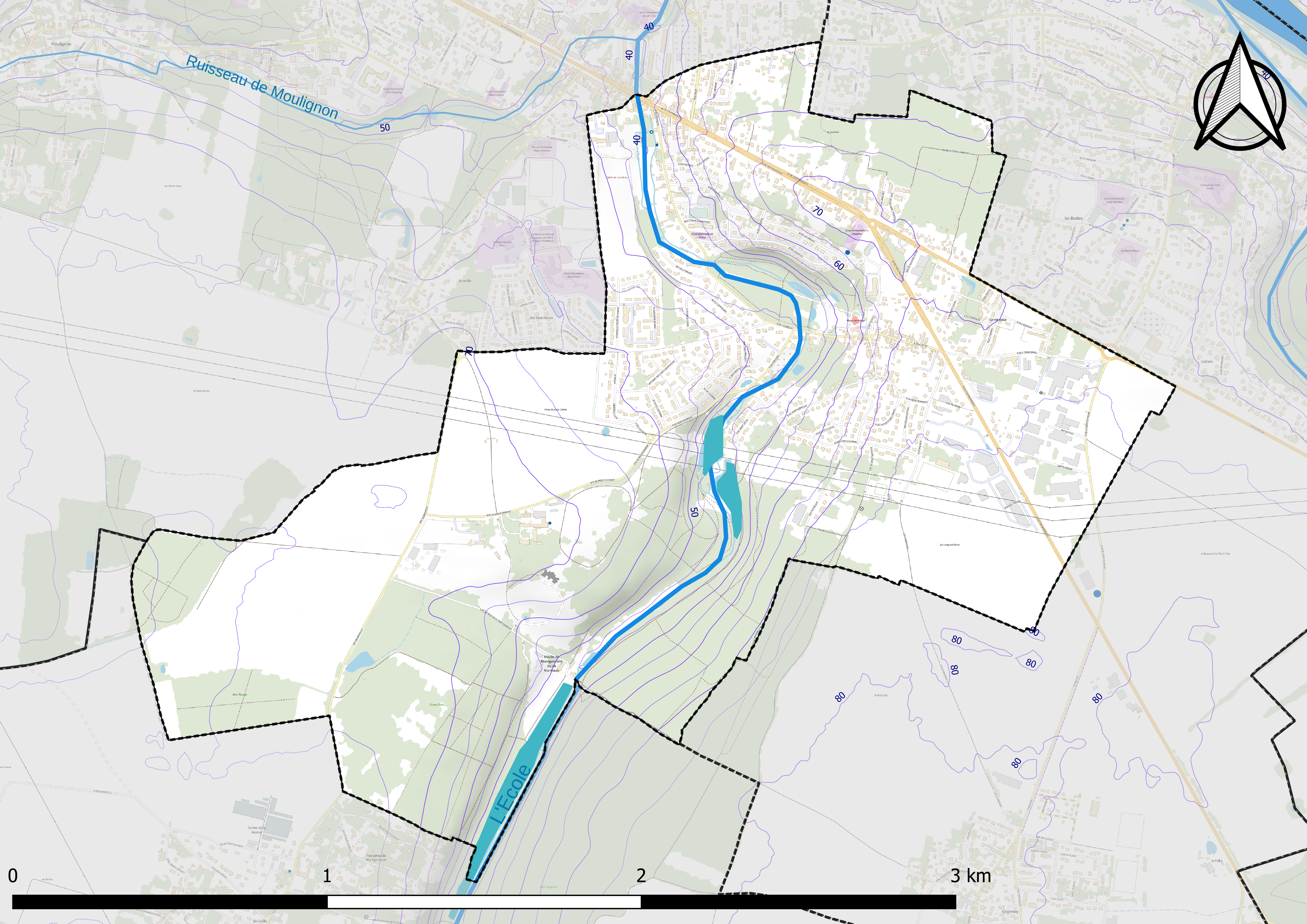
Carte du relief de Pringy.
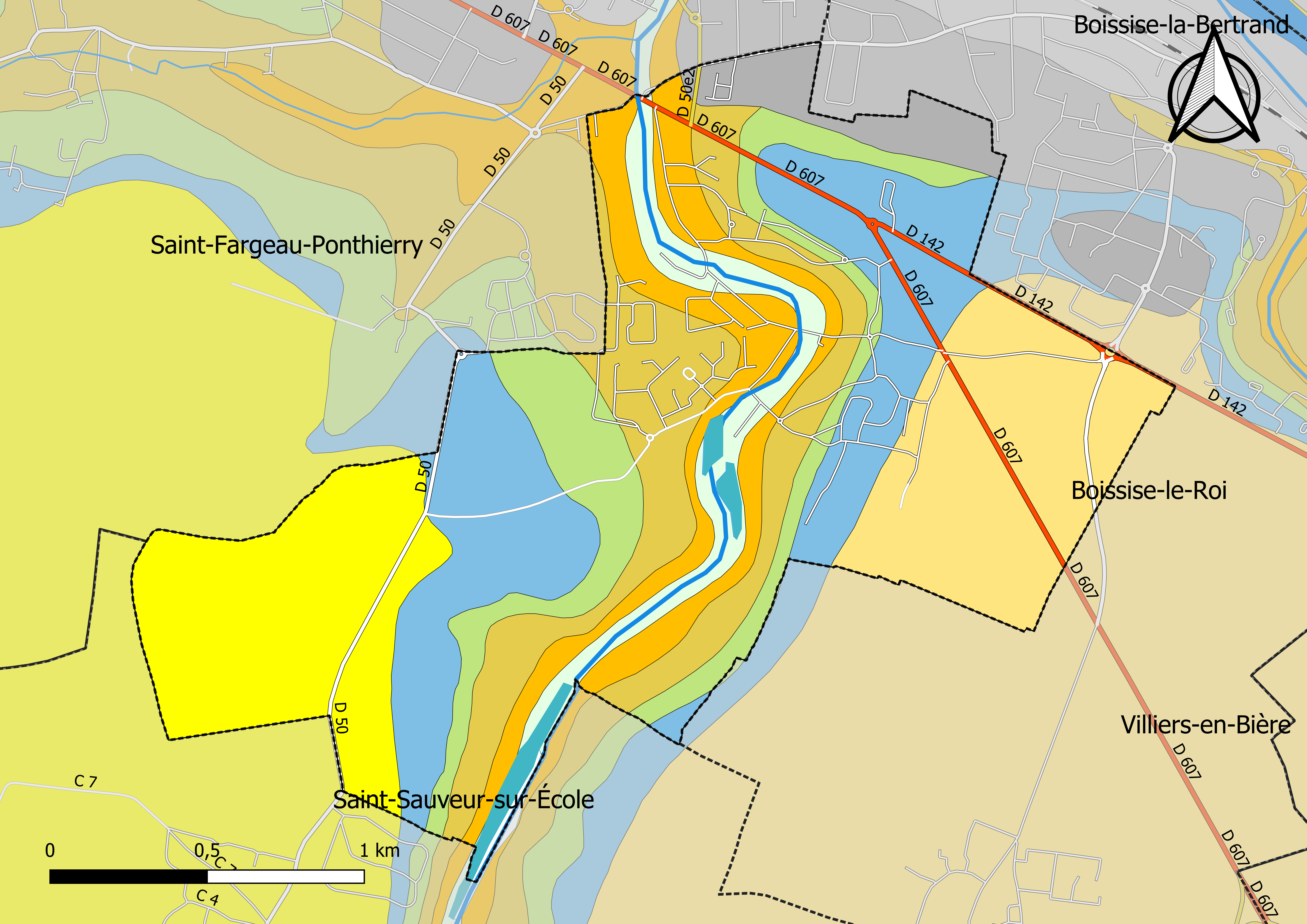
Carte géologique vectorisée et harmonisée de Pringy.

|  | OE L : | Limon lœssique.                                                          |
|  | LP :   | Limon des plateaux de composition argilo-marneuse.                       |
|  | Fz :   | Alluvions récentes : limons, argiles, sables, tourbes localement.        |
|  | Fx :   | Alluvions anciennes (moyenne terrasse de 10–20 m) : sables et graviers . |

|  | g1AR : | Argile verte, Glaises à Cyrènes et/ou Marnes vertes et blanches (Argile verte de Romainville) . |
|  | g1CB : | Calcaire de Brie stampien et meulières plio-quaternaire indifférenciées.                        |

|  | e7C :  | Calcaire de Champigny, Calcaire de Château-Landon, Marnes de Nemours.        |
|  | e7MS : | Marnes supragypseuses : Marnes blanches de Pantin Marnes bleues d'Argenteuil |

### Hydrographie

#### Réseau hydrographique

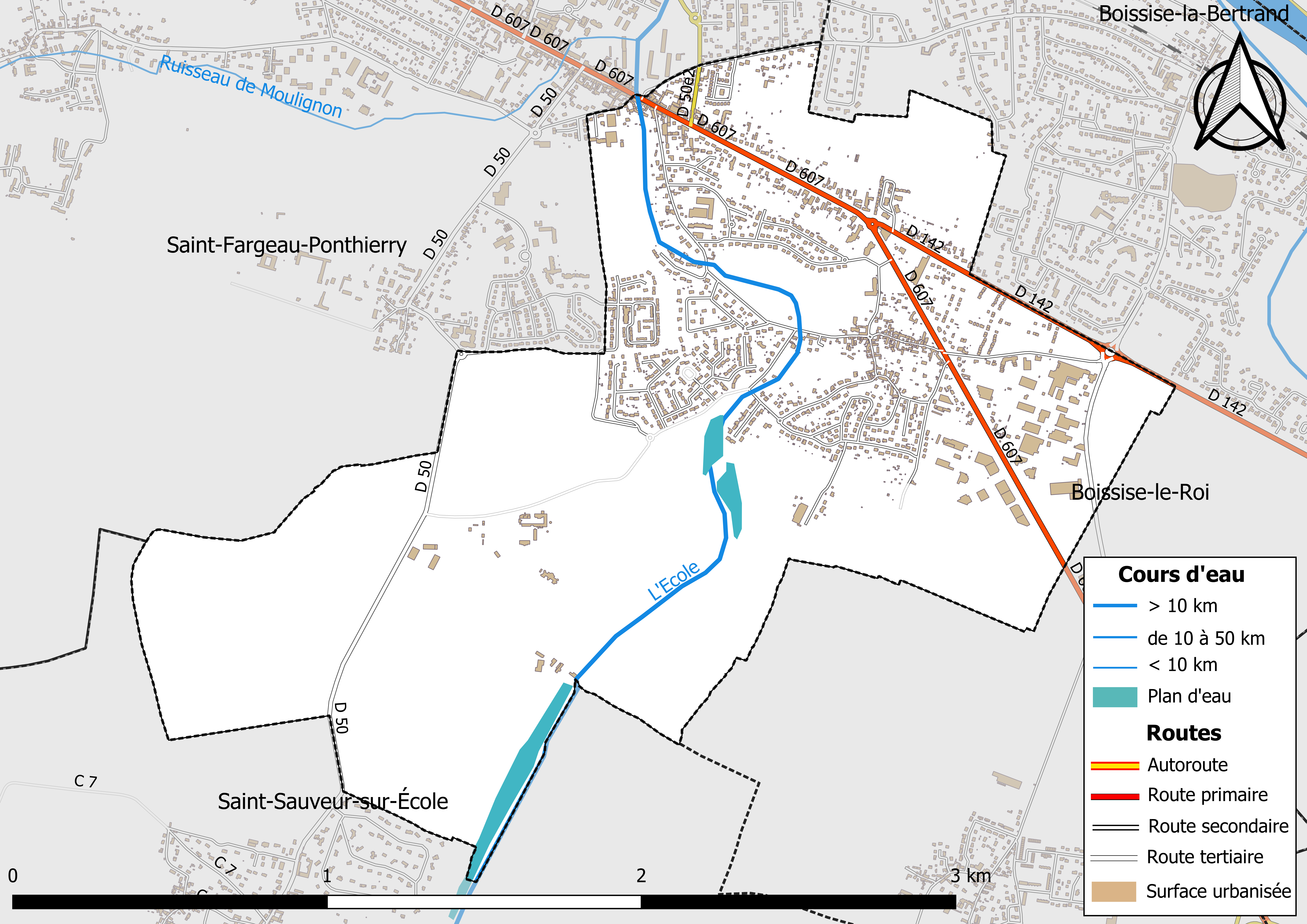
Carte des réseaux hydrographique et routier de Pringy.

Le réseau hydrographique de la commune se compose d'un seul cours d'eau référencé : la rivière l’École, longue de 26,73 km, affluent de la Seine.
Sa longueur totale sur la commune est de 2,87 km.

#### Gestion des cours d'eau
Afin d’atteindre le bon état des eaux imposé par la Directive-cadre sur l'eau du 23 octobre 2000, plusieurs outils de gestion intégrée s’articulent à différentes échelles : le SDAGE, à l’échelle du bassin hydrographique, et le SAGE, à l’échelle locale. Ce dernier fixe les objectifs généraux d’utilisation, de mise en valeur et de protection quantitative et qualitative des ressources en eau superficielle et souterraine. Le département de Seine-et-Marne est couvert par six SAGE, au sein du bassin Seine-Normandie.
La commune fait partie du SAGE « Nappe de Beauce et milieux aquatiques associés », approuvé le 11 juin 2013. Le territoire de ce SAGE couvre deux régions, six départements et compte 681 communes, pour une superficie de 9 722 km2. Le pilotage et l’animation du SAGE sont assurés par le Syndicat mixte du pays Beauce Gâtinais en Pithiverais, qualifié de « structure porteuse ».

### Climat
Pour des articles plus généraux, voir Climat de l'Île-de-France et Climat de Seine-et-Marne.
En 2010, le climat de la commune est de type climat océanique dégradé des plaines du Centre et du Nord, selon une étude du CNRS s'appuyant sur une série de données couvrant la période 1971-2000. En 2020, Météo-France publie une typologie des climats de la France métropolitaine dans laquelle la commune est exposée à un climat océanique altéré et est dans la région climatique Sud-ouest du bassin Parisien, caractérisée par une faible pluviométrie, notamment au printemps (120 à 150 mm) et un hiver froid (3,5 °C).
Pour la période 1971-2000, la température annuelle moyenne est de 11,3 °C, avec une amplitude thermique annuelle de 15,5 °C. Le cumul annuel moyen de précipitations est de 678 mm, avec 10,7 jours de précipitations en janvier et 7,6 jours en juillet. Pour la période 1991-2020, la température moyenne annuelle observée sur la station météorologique la plus proche, située sur la commune de Seine-Port à 4 km à vol d'oiseau, est de 11,3 °C et le cumul annuel moyen de précipitations est de 673,1 mm,. Pour l'avenir, les paramètres climatiques de la commune estimés pour 2050 selon différents scénarios d'émission de gaz à effet de serre sont consultables sur un site dédié publié par Météo-France en novembre 2022.
| Mois                                  | jan.           | fév.             | mars          | avril           | mai             | juin          | jui.            | août           | sep.            | oct.            | nov.           | déc.             | année     |
| ------------------------------------- | -------------- | ---------------- | ------------- | --------------- | --------------- | ------------- | --------------- | -------------- | --------------- | --------------- | -------------- | ---------------- | --------- |
| Température minimale moyenne (°C)     | 1              | 0,5              | 2,5           | 4,5             | 8,2             | 11            | 13,1            | 12,7           | 9,5             | 7               | 3,7            | 1,3              | 6,3       |
| Température moyenne (°C)              | 4              | 4,5              | 7,6           | 10,5            | 14,3            | 17,3          | 19,5            | 19,3           | 15,6            | 11,8            | 7,2            | 4,2              | 11,3      |
| Température maximale moyenne (°C)     | 7              | 8,5              | 12,8          | 16,4            | 20,3            | 23,6          | 25,9            | 25,8           | 21,6            | 16,5            | 10,7           | 7,1              | 16,4      |
| Record de froid (°C) date du record   | −20 17.01.1985 | −17,3 14.02.1956 | −12 01.03.05  | −7 04.04.1973   | −2 08.05.1997   | 1 04.06.01    | 3,4 08.07.1954  | 1,9 28.08.1974 | −1,7 17.09.1971 | −5,5 29.10.1997 | −11 24.11.1998 | −15,1 29.12.1964 | −20 1985  |
| Record de chaleur (°C) date du record | 17 13.01.1998  | 21,5 24.02.1990  | 27 25.03.1955 | 30,2 29.04.1955 | 33,6 28.05.1954 | 37,5 27.06.11 | 40,4 01.07.1952 | 40,5 12.08.03  | 34,2 16.09.1961 | 30,5 01.10.1985 | 23 01.11.14    | 18 04.12.1953    | 40,5 2003 |
| Précipitations (mm)                   | 52,3           | 46,9             | 48,4          | 50,9            | 63,7            | 60,1          | 54,6            | 53,4           | 52,3            | 60,9            | 60,3           | 69,3             | 673,1     |

### Milieux naturels et biodiversité

#### Espaces protégés
La protection réglementaire est le mode d’intervention le plus fort pour préserver des espaces naturels remarquables et leur biodiversité associée,.
Dans ce cadre, la commune fait partie d'un espace protégé, le Parc naturel régional du Gâtinais français, créé en 1999 et d'une superficie de 75 567 ha. D’une grande richesse en termes d’habitats naturels, de flore et de faune, il est un maillon essentiel de l’Arc sud-francilien des continuités écologiques (notamment pour les espaces naturels ouverts et la circulation de la grande faune),.
Un autre espace protégé est présent sur la commune : 
- la zone de transition de la réserve de biosphère « Fontainebleau et Gâtinais », créée en 1998 et d'une superficie totale de 150 544 ha (95 595 ha pour la zone de transition). Cette réserve de biosphère, d'une grande biodiversité, comprend trois grands ensembles : une grande moitié ouest à dominante agricole, l’emblématique forêt de Fontainebleau au centre, et le Val de Seine à l’est. La structure de coordination est l'Association de la Réserve de biosphère de Fontainebleau et du Gâtinais, qui comprend un conseil scientifique et un Conseil Éducation, unique parmi les Réserves de biosphère françaises[21],[22].

## Urbanisme

### Typologie
Au 1er janvier 2024, Pringy est catégorisée ceinture urbaine, selon la nouvelle grille communale de densité à sept niveaux définie par l'Insee en 2022.
Elle appartient à l'unité urbaine de Paris, une agglomération inter-départementale regroupant 407  communes, dont elle est une commune de la banlieue,,. Par ailleurs la commune fait partie de l'aire d'attraction de Paris, dont elle est une commune de la couronne,. Cette aire regroupe 1 929 communes,.

### Occupation des sols
L'occupation des sols de la commune, telle qu'elle ressort de la base de données européenne d’occupation biophysique des sols Corine Land Cover (CLC), est marquée par l'importance des territoires artificialisés (46,2 % en 2018), en augmentation par rapport à 1990 (41,2 %). La répartition détaillée en 2018 est la suivante : 
zones urbanisées (38,61 %), 
forêts (23,72 %), 
terres arables (17,99 %), 
prairies (12,06 %), 
zones industrielles ou commerciales et réseaux de communication (7,6 %).
| Type d’occupation | 1990      | 1990    | 2018      | 2018    | Bilan     |
| --- | --------- | ------- | --------- | ------- | --------- |
| Territoires artificialisés (zones urbanisées, zones industrielles ou commerciales et réseaux de communication, mines, décharges et chantiers, espaces verts artificialisés ou non agricoles) | 170,01 ha | 41,22 % | 190,65 ha | 46,23 % | 20,64 ha  |
| Territoires agricoles (terres arables, cultures permanentes, prairies, zones agricoles hétérogènes)                                                                                          | 139,78 ha | 33,89 % | 123,95 ha | 30,05 % | −15,83 ha |
| Forêts et milieux semi-naturels (forêts, milieux à végétation arbustive et/ou herbacée, espaces ouverts sans ou avec peu de végétation)                                                      | 102,62 ha | 24,88 % | 97,82 ha  | 23,72 % | −4,80 ha  |

Parallèlement, L'Institut Paris Région, agence d'urbanisme de la région Île-de-France, a mis en place un inventaire numérique de l'occupation du sol de l'Île-de-France, dénommé le MOS (Mode d'occupation du sol), actualisé régulièrement depuis sa première édition en 1982. Réalisé à partir de photos aériennes, le Mos distingue les espaces naturels, agricoles et forestiers mais aussi les espaces urbains (habitat, infrastructures, équipements, activités économiques, etc.) selon une classification pouvant aller jusqu'à 81 postes, différente de celle de Corine Land Cover,,. L'Institut met également à disposition des outils permettant de visualiser par photo aérienne l'évolution de l'occupation des sols de la commune entre 1949 et 2018.

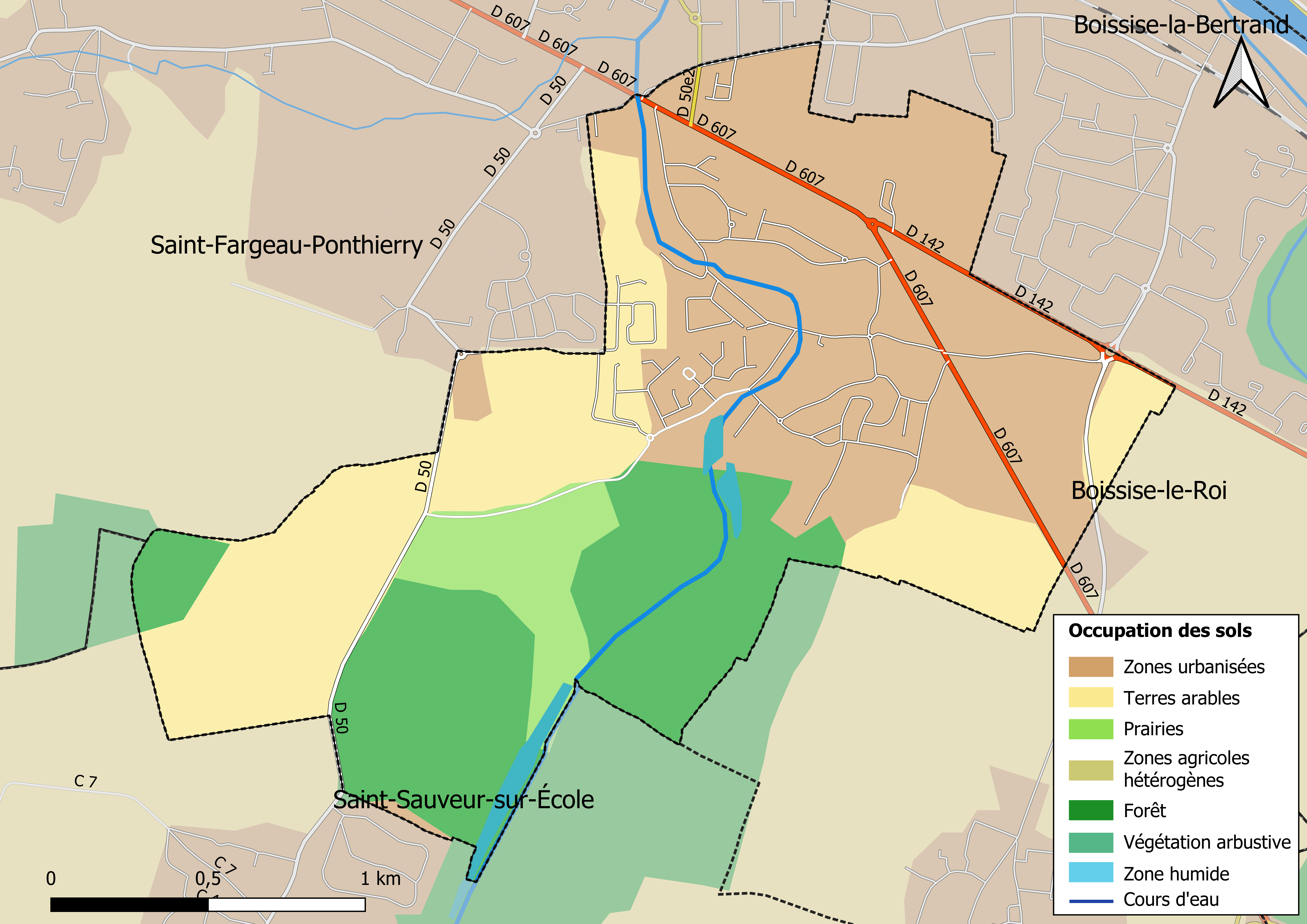
Carte des infrastructures et de l'occupation des sols en 2018 (CLC) de la commune.
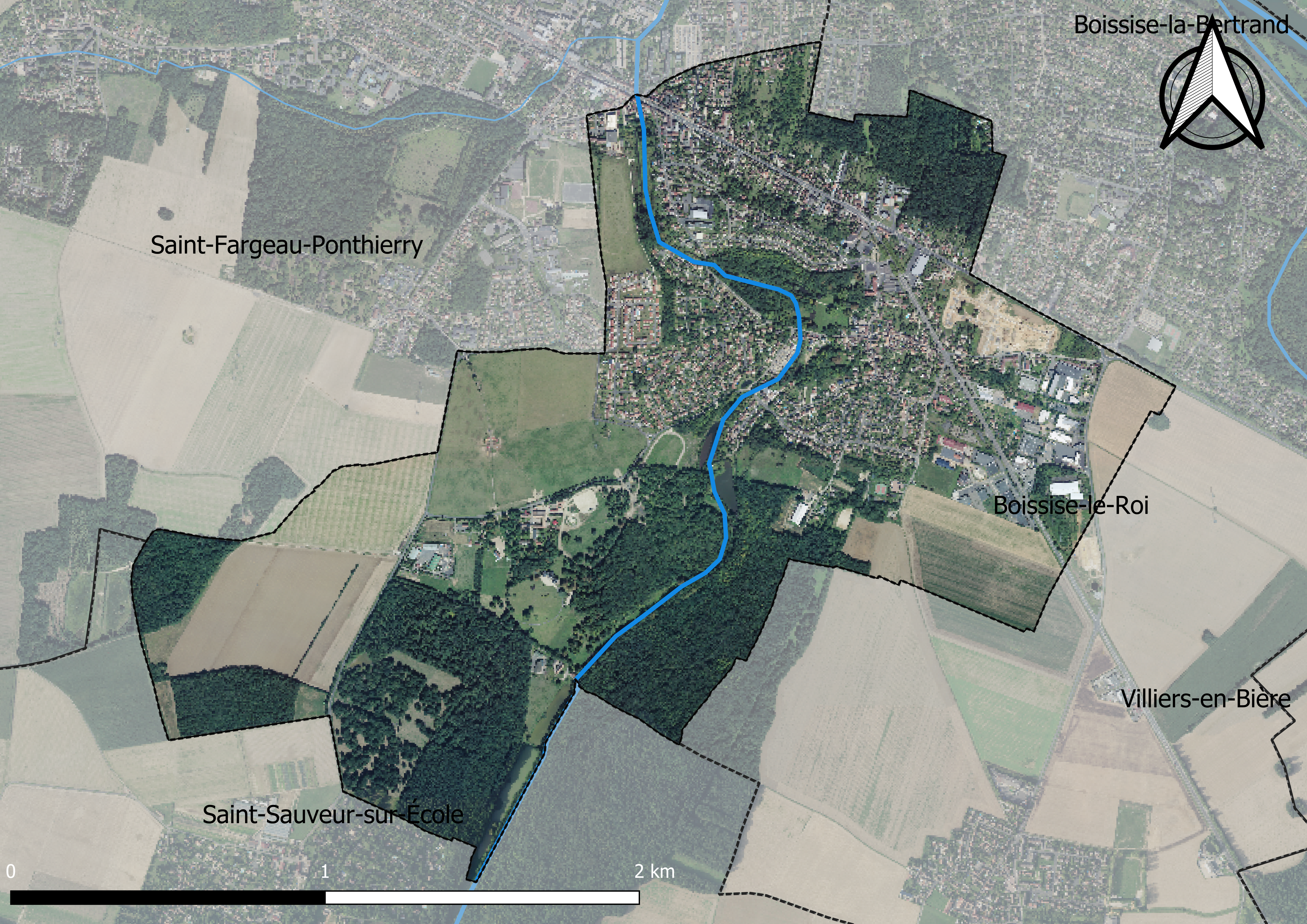
Carte orhophotogrammétrique de la commune.

### Planification
La loi SRU du 13 décembre 2000 a incité les communes à se regrouper au sein d’un établissement public, pour déterminer les partis d’aménagement de l’espace au sein d’un SCoT, un document d’orientation stratégique des politiques publiques à une grande échelle et à un horizon de 20 ans et s'imposant aux documents d'urbanisme locaux, les PLU (Plan local d'urbanisme). La commune est dans le territoire du SCOT Région melunaise, dont l'élaboration a été engagée de 2013 à 2015, puis poursuivie à partir de 2017 sur un périmètre différent et porté par la communauté d'agglomération Melun Val de Seine.
La commune disposait en 2019 d'un plan local d'urbanisme approuvé. Le zonage réglementaire et le règlement associé peuvent être consultés sur le Géoportail de l'urbanisme.

### Lieux-dits et écarts

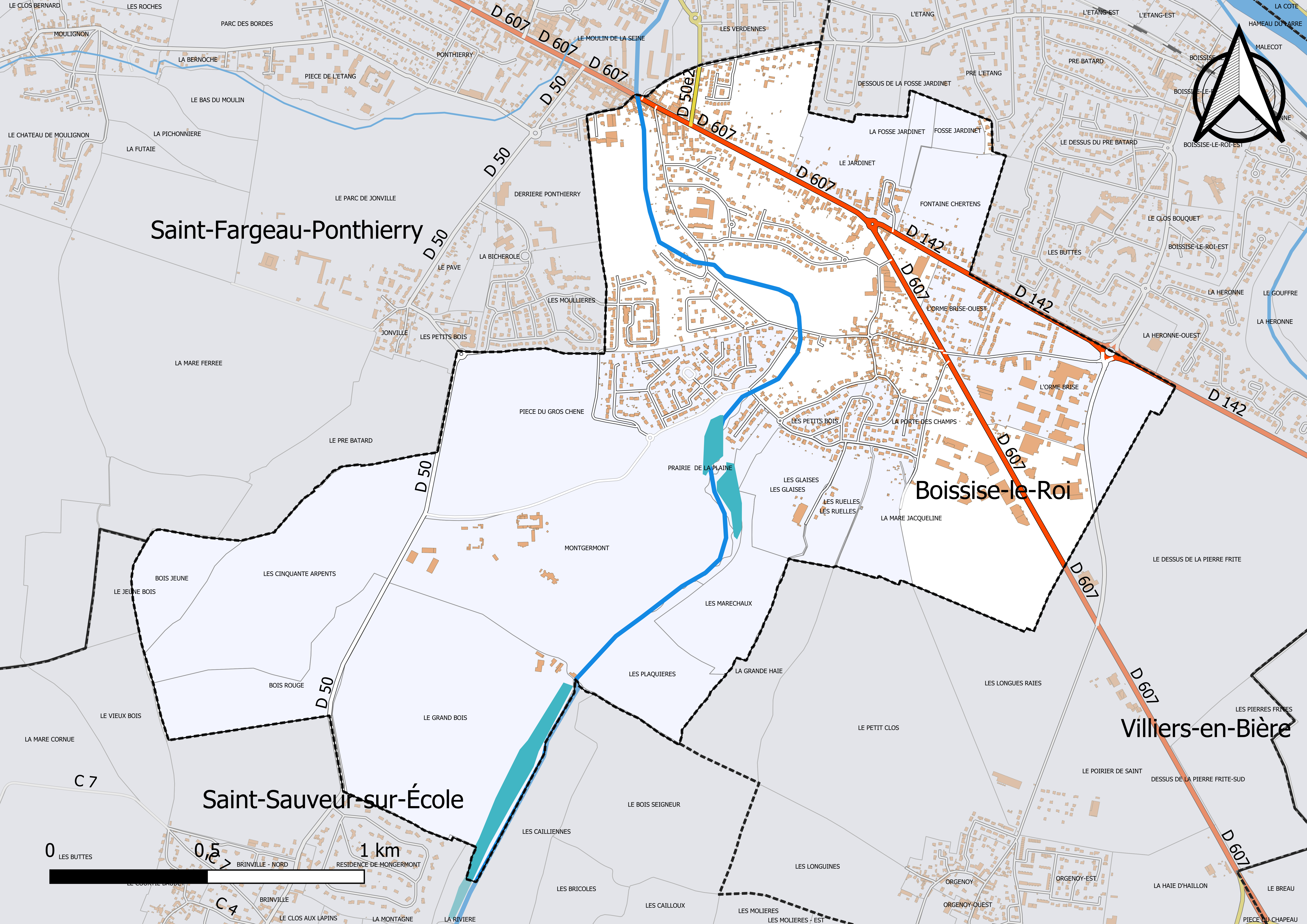
Carte du cadastre de la commune de Pringy.

La commune compte 26 lieux-dits administratifs répertoriés consultables ici (source : le fichier Fantoir).

### Logement
En 2016, le nombre total de logements dans la commune était de 1 351 dont 66,2 % de maisons et 33,5 % d’appartements.
Parmi ces logements, 90,9 % étaient des résidences principales, 1,7 % des résidences secondaires et 7,4 % des logements vacants.
La part des ménages fiscaux propriétaires de leur résidence principale s’élevait à 72,3 % contre 26,4 % de locataires, dont 8,4 % de logements HLM loués vides (logements sociaux) et 1,3 % logés gratuitement.

### Voies de communication et transports

#### Voies de communication
Plusieurs routes départementales relient Pringy aux communes voisines :
- la D 607 (ancienne route nationale 7), à Saint-Fargeau-Ponthierry, au nord-ouest ; et à Boissises-le-Roi, au sud-est ;
- la D 142, à Boissises-le-Roi, au sud-est ;
- la D 50, à Saint-Fargeau-Ponthierry, au nord ; et à Saint-Sauveur-sur-École, au sud.

#### Transports

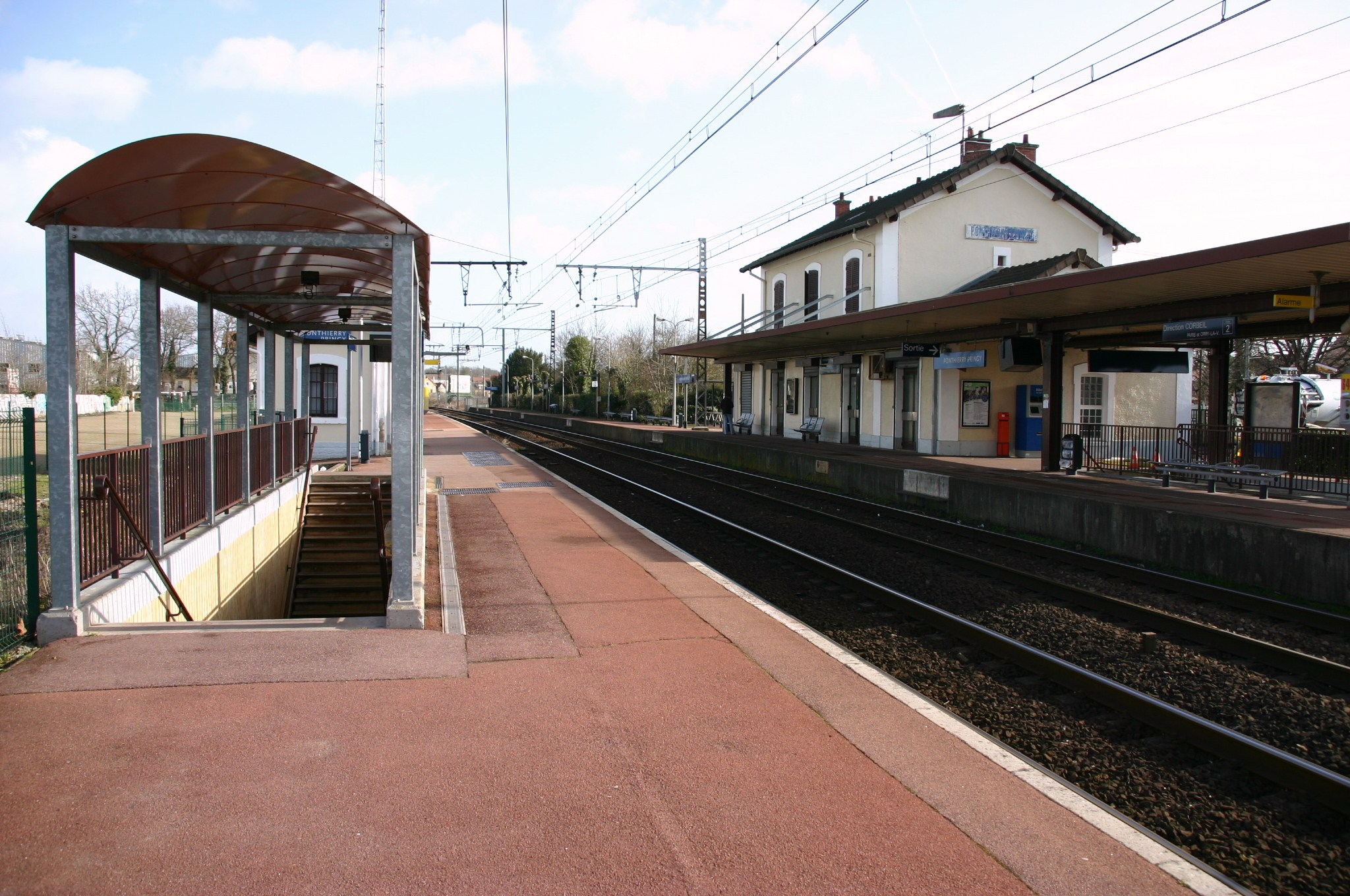
La gare de Ponthierry - Pringy.

Aucune gare ferroviaire n'est présente sur le territoire de la commune. Cependant, la gare de Ponthierry - Pringy, située à proximité (à 2 km au nord-est de Pringy) sur le territoire de Saint-Fargeau-Ponthierry, porte le nom de la commune en complément du nom du bourg de Ponthierry. La gare est desservie par les trains de la ligne D du RER qui assurent des liaisons cadencées entre les gares de Corbeil-Essonnes et de Melun.
La commune est desservie par plusieurs lignes de bus du réseau d'autobus d'Île-de-France :
- une ligne du réseau de bus Fontainebleau - Moret :
  - la ligne no 21, qui relie Avon à Villiers-en-Bière ;
- six lignes du réseau de bus Grand Melun :
  - la ligne A qui relie Saint-Fargeau-Ponthierry à Melun ;
  - la ligne I, qui relie Saint-Fargeau-Ponthierry (gare de Ponthierry - Pringy) à Pringy ;
  - la ligne O qui relie Cesson à Dammarie-les-Lys ;
  - la ligne S11, qui relie Saint-Fargeau-Ponthierry à Dammarie-les-Lys ;
  - la ligne S12, qui relie Saint-Fargeau-Ponthierry à Melun ;
  - la ligne S14, qui relie Saint-Fargeau-Ponthierry à Pringy.

## Toponymie
Le nom de la localité est mentionné sous les formes « In pago Senonensi ecclesia et atrium de Pringi » en 1119 ; Pringi en 1193 ; Prugeium au XIIe siècle ; Pringis en 1782.
Pringy viendrait de Pringiacum ou Premiacum, le suffixe -acum désignant le lieu, domaine d'un homme latin nommé Pringius, Primius, le « premier,, (l'ancien) ».

## Histoire
En 1791, la paroisse de Montgermont, peu peuplée, est rattachée à celle de Pringy.
Jusqu'au début du XXe siècle, la commune de Pringy est composée d'un village sur le versant Est de la rivière École et des hameaux Ponthierry, Bel Air, Lourdeau, Montgermont. Montlouis est en ruines et Maison-Rouge a totalement disparu.

## Politique et administration

### Rattachements administratifs et électoraux

#### Rattachements administratifs
La commune se trouve dans l'arrondissement de Melun du département de la Seine-et-Marne.
Elle faisait partie de 1801 à 1975 du canton de Melun-Sud, année o^elle intègre le canton de Perthes. Dans le cadre du redécoupage cantonal de 2014 en France, cette circonscription administrative territoriale a disparu, et le canton n'est plus qu'une circonscription électorale.

#### Rattachements électoraux
Pour les élections départementales, la commune fait partie depuis 2014 du canton de Saint-Fargeau-Ponthierry
Pour l'élection des députés, elle fait partie de la première circonscription de Seine-et-Marne.

### Intercommunalité
Pringy était membre de la communauté de communes de Seine-École, un établissement public de coopération intercommunale (EPCI) à fiscalité propre créé en 2001 et auquel la commune avait transféré un certain nombre de ses compétences, dans les conditions déterminées par le code général des collectivités territoriales.
Dans le cadre des dispositions de la loi portant nouvelle organisation territoriale de la République du 7 août 2015, qui prévoit que les établissements publics de coopération intercommunale (EPCI) à fiscalité propre doivent avoir un minimum de 15 000 habitants, cette intercommunalité a fusionné le 1er janvier 2016 au sein de sa voisine, la communauté d'agglomération Melun Val de Seine dont est désormais membre la commune.

### Liste des maires
| Période                                  | Période                        | Identité        | Étiquette | Qualité                             |
| ---------------------------------------- | ------------------------------ | --------------- | --------- | ----------------------------------- |
| Les données manquantes sont à compléter. |                                |                 |           |                                     |
| mars 1971                                | mars 1989                      | Jacques Boutard |           |                                     |
| mars 1989                                | mars 2008                      | Michel Cerisier | DVD       | Gérant de société à la retraite     |
| mars 2008                                | mai 2020                       | Éric Bonnomet   | DVD       | Capitaine de sapeurs-pompiers       |
| mai 2020                                 | En cours (au 25 décembre 2022) | Éric Chomaudon  | DVD       | Associé d’un cabinet de recrutement |

### Distinctions et labels
Les actions de fleurissement de la commune ont été reconnues en 2022 par l'attribution d'une Première fleur au concours des villes et villages fleuris

### Jumelages
La ville de Pringy n'est jumelée avec aucune commune française ou étrangère.

## Équipements et services

### Eau et assainissement
L’organisation de la distribution de l’eau potable, de la collecte et du traitement des eaux usées et pluviales relève des communes. La loi NOTRe de 2015 a accru le rôle des EPCI à fiscalité propre en leur transférant cette compétence. Ce transfert devait en principe être effectif au 1er janvier 2020, mais la loi Ferrand-Fesneau du 3 août 2018 a introduit la possibilité d’un report de ce transfert au 1er janvier 2026,.

#### Assainissement des eaux usées
En 2020, la gestion du service d'assainissement collectif de la commune de Pringy est assurée par la communauté d'agglomération Melun Val de Seine (CAMVS) pour la collecte et . Ce service est géré en délégation par une entreprise privée, dont le contrat arrive à échéance le 31 janvier 2020,,.
L’assainissement non collectif (ANC) désigne les installations individuelles de traitement des eaux domestiques qui ne sont pas desservies par un réseau public de collecte des eaux usées et qui doivent en conséquence traiter elles-mêmes leurs eaux usées avant de les rejeter dans le milieu naturel. Le Parc naturel régional du Gâtinais français assure pour le compte de la commune le service public d'assainissement non collectif (SPANC), qui a pour mission de vérifier la bonne exécution des travaux de réalisation et de réhabilitation, ainsi que le bon fonctionnement et l’entretien des installations,.

#### Eau potable
En 2020, l'alimentation en eau potable est assurée par la commune qui gère le service en régie,,.

## Population et société

### Démographie
L'évolution du nombre d'habitants est connue à travers les recensements de la population effectués dans la commune depuis 1793. Pour les communes de moins de 10 000 habitants, une enquête de recensement portant sur toute la population est réalisée tous les cinq ans, les populations de référence des années intermédiaires étant quant à elles estimées par interpolation ou extrapolation. Pour la commune, le premier recensement exhaustif entrant dans le cadre du nouveau dispositif a été réalisé en 2006.

En 2022, la commune comptait 3 861 habitants, en évolution de +31,15 % par rapport à 2016 (Seine-et-Marne : +3,92 %, France hors Mayotte : +2,11 %).
| 1793 | 1800 | 1806 | 1821 | 1831 | 1836 | 1841 | 1846 | 1851 |
| ---- | ---- | ---- | ---- | ---- | ---- | ---- | ---- | ---- |
| 317  | 395  | 397  | 385  | 499  | 458  | 501  | 526  | 504  |

| 1856 | 1861 | 1866 | 1872 | 1876 | 1881 | 1886 | 1891 | 1896 |
| ---- | ---- | ---- | ---- | ---- | ---- | ---- | ---- | ---- |
| 459  | 489  | 463  | 486  | 522  | 538  | 518  | 503  | 518  |

| 1901 | 1906 | 1911 | 1921 | 1926 | 1931 | 1936 | 1946 | 1954 |
| ---- | ---- | ---- | ---- | ---- | ---- | ---- | ---- | ---- |
| 549  | 519  | 535  | 572  | 648  | 751  | 770  | 720  | 754  |

| 1962 | 1968  | 1975  | 1982  | 1990  | 1999  | 2006  | 2011  | 2016  |
| ---- | ----- | ----- | ----- | ----- | ----- | ----- | ----- | ----- |
| 917  | 1 045 | 1 317 | 1 792 | 2 253 | 2 316 | 2 541 | 2 459 | 2 944 |

| 2021  | 2022  | - | - | - | - | - | - | - |
| ----- | ----- | - | - | - | - | - | - | - |
| 3 558 | 3 861 | - | - | - | - | - | - | - |

### Éducation
Plusieurs établissements scolaires existent à Pringy :
- l'école maternelle Charles Perrault
- l'école élémentaire Jean de La Fontaine

### Manifestations culturelles et festivités
- Brocante dans le parc de la mairie durant le mois de juin.
- Fête patronale le deuxième week-end du mois de septembre :

Lors de ce week-end, une fête foraine est installée sur le parking du foyer rural, et un spectacle pyrotechnique, son et lumière gratuit est produit dans le parc de la mairie. Ce spectacle, faisant appel à environ deux-cents figurants, réunit quelque dix-mille spectateurs.

## Économie

### Agriculture
Pringy est dans la petite région agricole dénommée le « Pays de Bière et Forêt de Fontainebleau », couvrant le Pays de Bière et la forêt de Fontainebleau. En 2010, l'orientation technico-économique de l'agriculture sur la commune est diverses cultures (hors céréales et oléoprotéagineux, fleurs et fruits).
Si la productivité agricole de la Seine-et-Marne se situe dans le peloton de tête des départements français, le département enregistre un double phénomène de disparition des terres cultivables (près de 2 000 ha par an dans les années 1980, moins dans les années 2000) et de réduction d'environ 30 % du nombre d'agriculteurs dans les années 2010. Cette tendance n'est pas confirmée au niveau de la commune qui voit le nombre d'exploitations augmenter et passer de 3 en 1988 à 4 en 2010. Parallèlement, la taille de ces exploitations diminue, passant de 75 ha en 1988 à 74 ha en 2010.
Le tableau ci-dessous présente les principales caractéristiques des exploitations agricoles de Pringy, observées sur une période de 22 ans : 
|                                      | 1988 | 2000 | 2010 |
| ------------------------------------ | ---- | ---- | ---- |
| Dimension économique,                |      |      |      |
| Nombre d’exploitations (u)           | 3    | 3    | 4    |
| Travail (UTA)                        | 8    | 10   | 12   |
| Surface agricole utilisée (ha)       | 225  | 273  | 296  |
| Cultures                             |      |      |      |
| Terres labourables (ha)              | 225  | 240  | 251  |
| Céréales (ha)                        | 144  | 138  | 137  |
| dont blé tendre (ha)                 | 102  | s    | s    |
| dont maïs-grain et maïs-semence (ha) | s    | s    | s    |
| Tournesol (ha)                       | s    |      |      |
| Colza et navette (ha)                | 45   | s    | s    |
| Élevage                              |      |      |      |
| Cheptel (UGBTA)                      | 34   | 97   | 102  |

## Culture locale et patrimoine

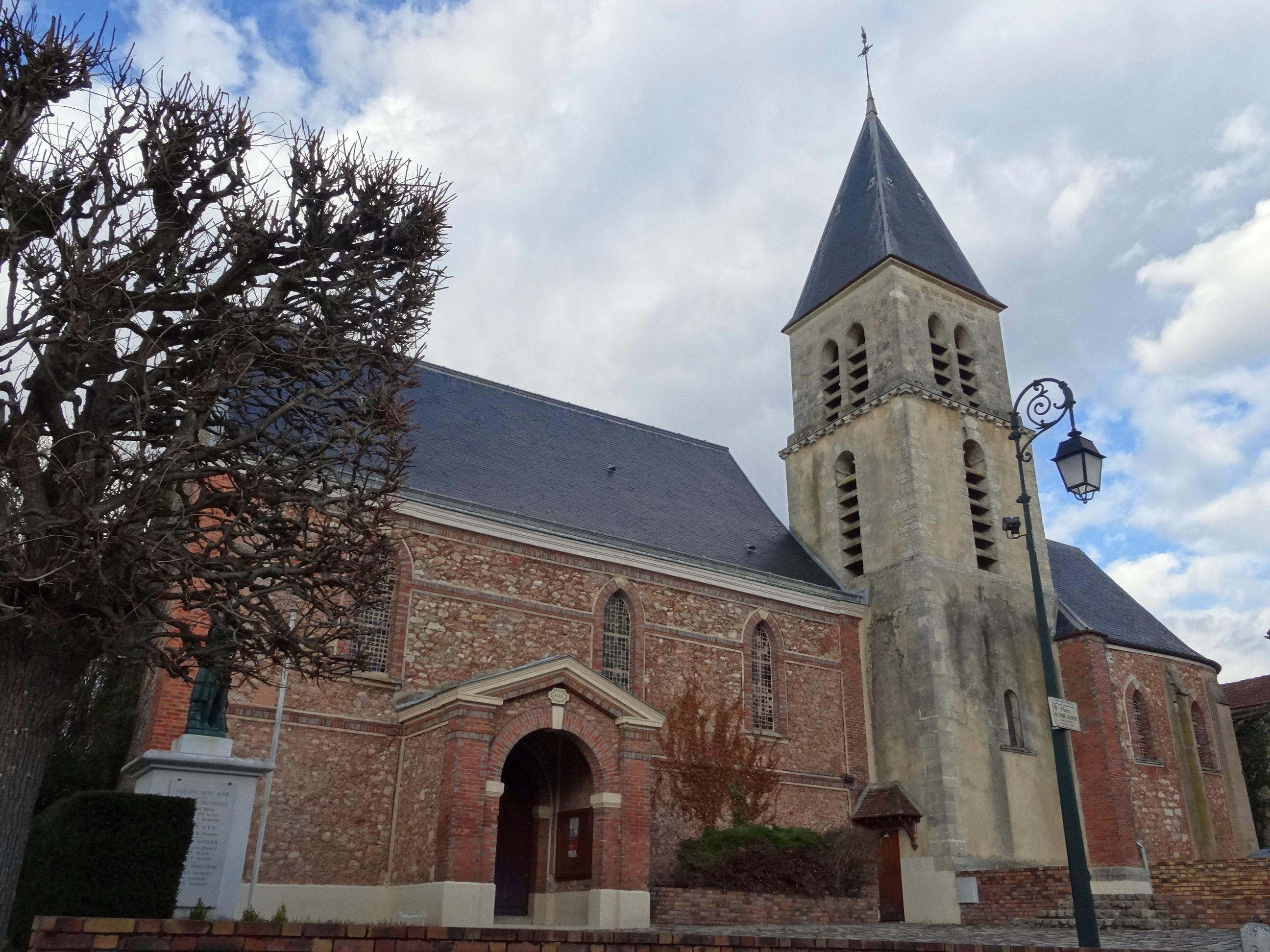
L'église Notre-Dame.

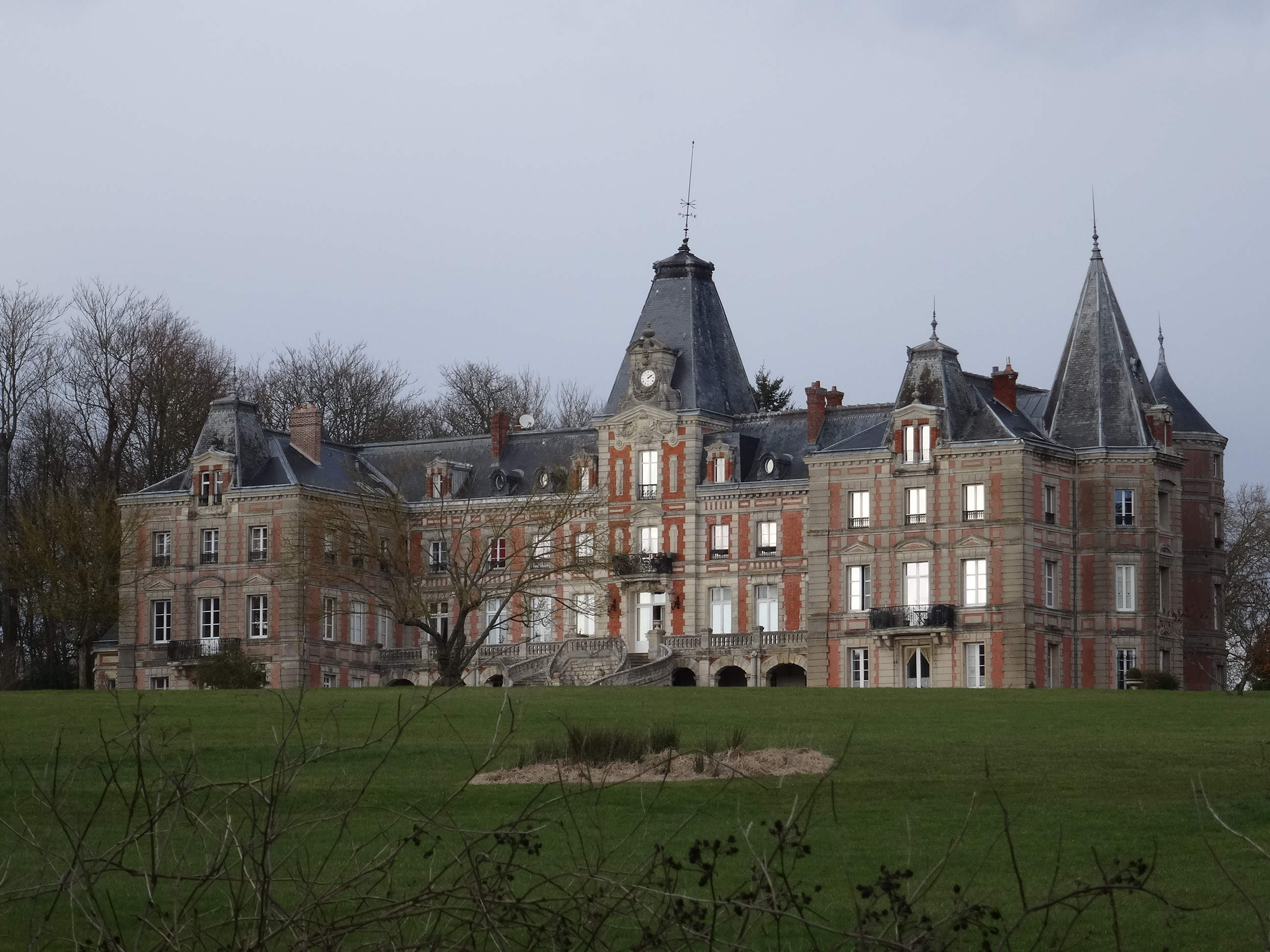
Le château de Montgermont.

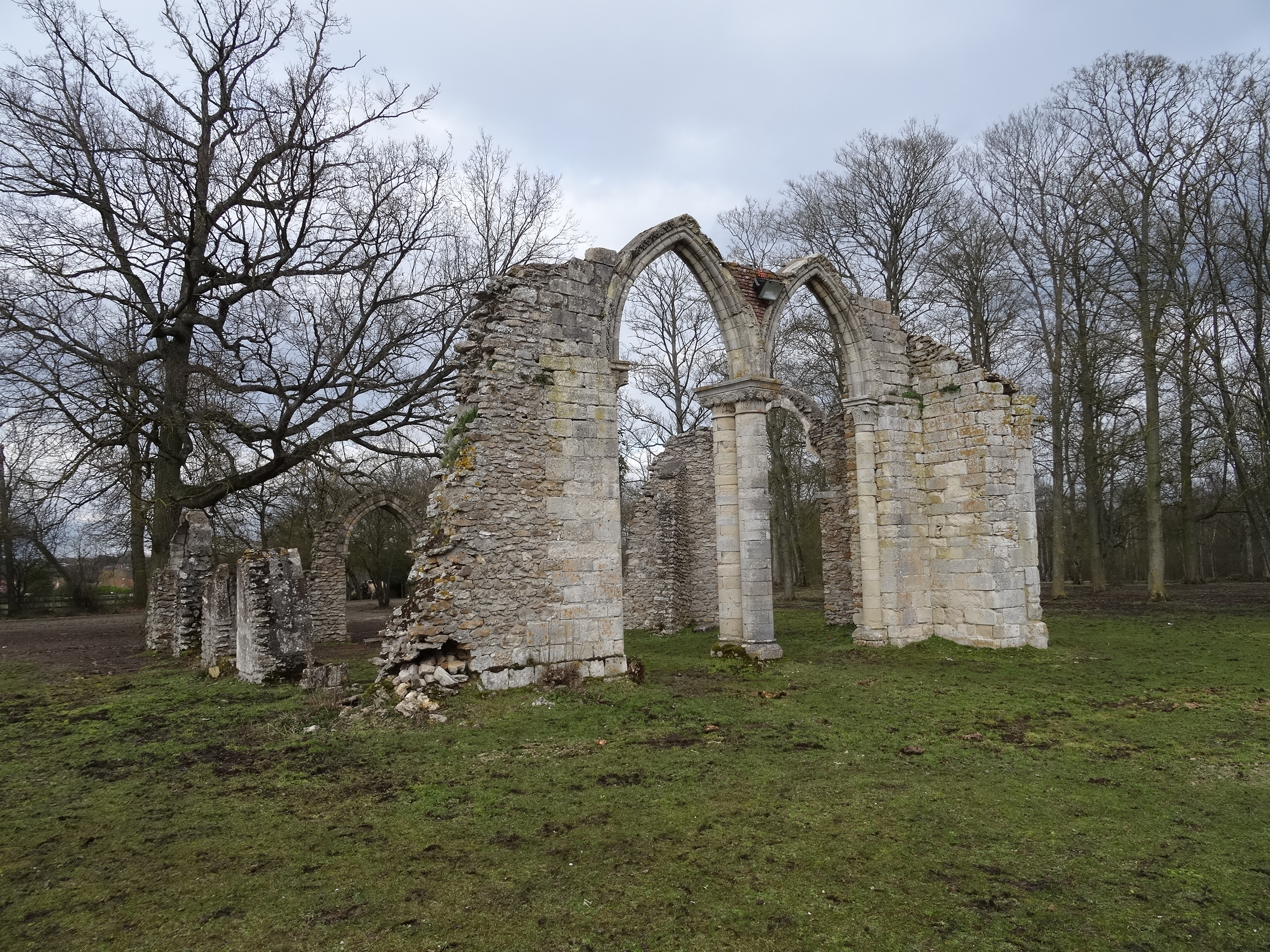
Vestiges de l'église Notre-Dame de Corbeil.

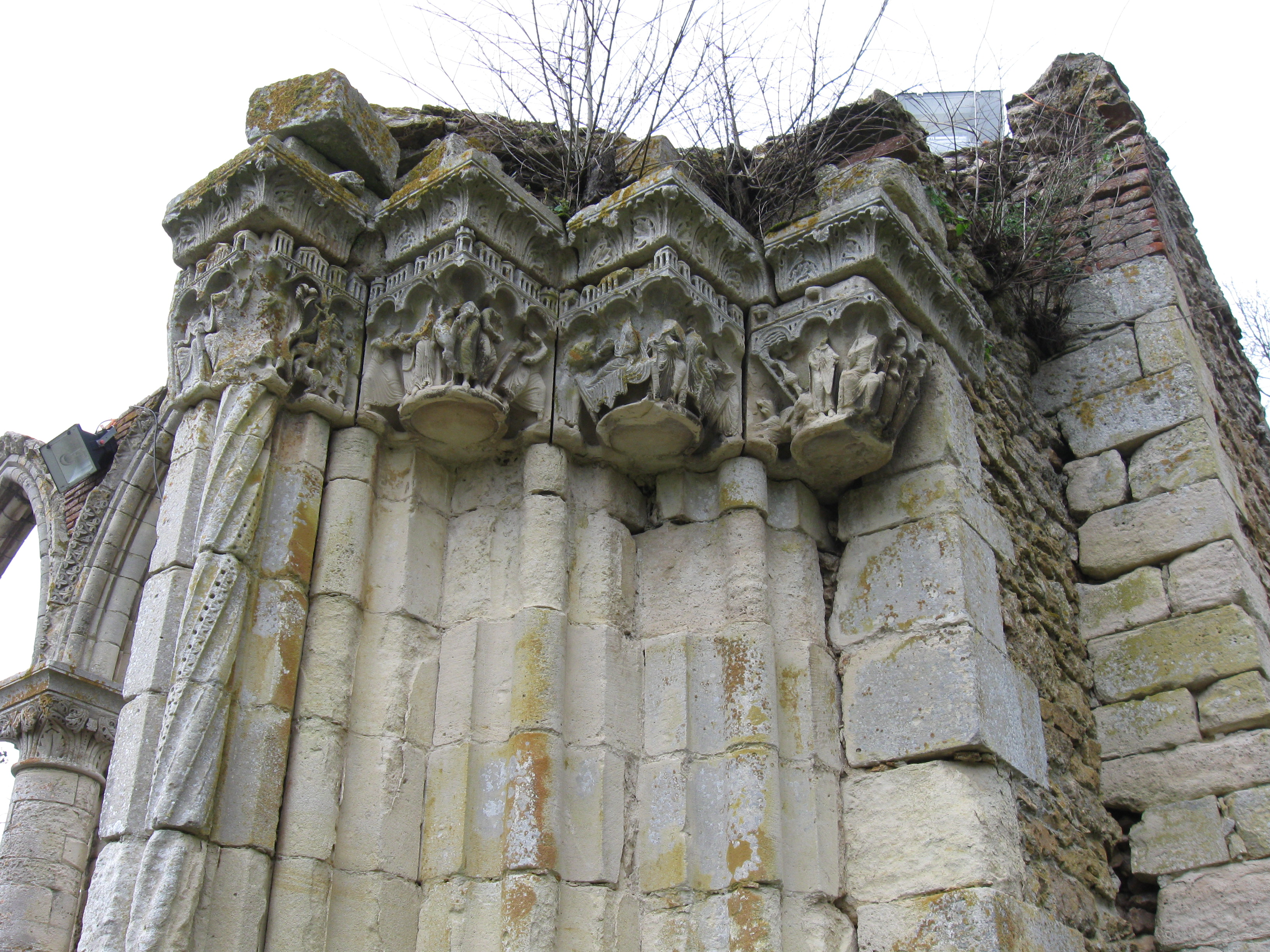
Vestiges de l'église Notre-Dame de Corbeil : chapiteaux historiés.

### Lieux et monuments
- Le château de Montgermont, propriété d'une branche de la maison de Gontaut-Biron. Le château a été profondément remanié à la fin du XVIIIe siècle et au XIXe siècle pour les Gontaut-Biron afin de lui ôter son aspect féodal, puis à la fin du XIXe pour la famille Poulain qui fait ajouter deux ailes en avancée et deux tours d'angle, l'une de forme ronde, l'autre de forme hexagonale. L'ensemble du bâtiment est exemplaire du style néo-Louis XIII, au même titre que le château de Courances. Le château est aujourd'hui divisé en plusieurs appartements(48° 30′ 50,86″ N, 2° 32′ 43,16″ E).
- Le Temple d'Amour, construit en 1786 dans le parc du château de Montgermont par François Soufflot le Romain pour la marquise de Gontaut-Biron, alors retenue à Parme par une forte fièvre, à l'initiative de ses amis (48° 30′ 50,42″ N, 2° 33′ 02,54″ E).
- Vestiges de l'église Notre-Dame de Corbeil  Classé MH (1943), vendus en 1814 par la municipalité de Corbeil-Essonnes, rachetés en 1823 par Charles de Gontaut-Biron et installés dans le parc de Montgermont dans une mise en scène romantique. Ces vestiges comportent une travée de la nef, un encadrement sculpté de fenêtre et l'un des piédroits du portail comprenant une colonne torse et quatre chapiteaux historiés (48° 30′ 52,88″ N, 2° 32′ 49,44″ E).
- Parc de la Mairie : La mairie est une maison bourgeoise dominant un parc de 9 ha. La municipalité a la volonté de garder ce parc au milieu de la ville. Ce parc est composé d'une partie dégagée et en pente partant de la mairie vers la rivière École, aujourd'hui utilisée pour accueillir les spectateurs du spectacle pyrotechnique de la fête patronale, d'une clairière plate comprenant un kiosque accueillant aujourd'hui les figurants du spectacle et les stands de la brocante. Le reste du parc est composé de bois[67].

- L'église Notre-Dame de Pringy[68], située rue de l'église à côté de la mairie[69].

On ne sait pas précisément quand elle a été construite, mais on sait qu'elle existait en 1096.
Son clocher abrite la cloche baptisée en 1663 Françoise Denise. Une seconde cloche baptisée Marie Catherine en 1740 a été fondue pendant la Révolution. Son horloge date de 1862.
L'église fut restaurée en 1866 grâce à la générosité de Louis Martin Lebeuf.
- Le monument aux morts, surmonté de la statue du Poilu au repos, réalisée par Étienne Camus.

### Héraldique
| Armes de Pringy | Elles peuvent se blasonner ainsi aujourd’hui : D'azur aux trois monts d'argent soutenus d'une onde du même, le mont du milieu sommé d'un geai au naturel, au chef cousu de gueules chargé de deux clefs d'or passées en sautoir, accostées de deux fragments de chaines brisées du même, posés en pal. |